# Desfile de soberanias

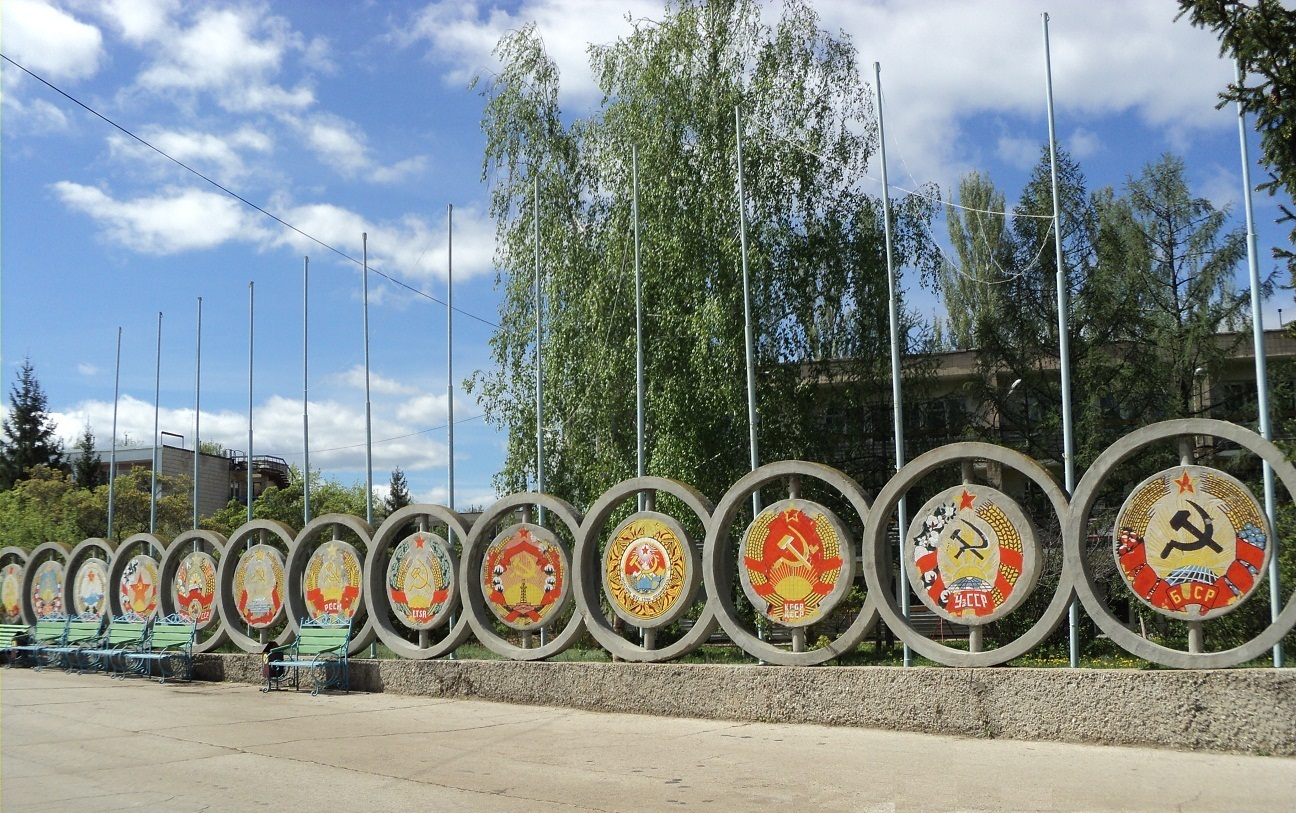
Campo de Pioneiros em Samara.

O desfile de soberanias (em russo: Парад суверенитетов, romanizado: Parad suverenitetov) foi uma série de declarações de soberania de vários graus pelas repúblicas soviéticas na União Soviética de 1988 a 1991. As declarações afirmavam a prioridade do poder da república constituinte em seu território sobre o poder central, o que levou à Guerra das Leis entre o centro e as repúblicas. O processo seguiu o afrouxamento do poder do Partido Comunista da União Soviética como resultado das políticas de democratização e perestroika sob Mikhail Gorbachev. Apesar dos esforços de Gorbachev para preservar a união sob um novo tratado na forma da União de Estados Soberanos, muitos constituintes logo declararam sua independência total. O processo resultou na dissolução da União Soviética.
A primeira república soviética de alto nível a declarar independência foi a Estônia:
- 16 de novembro de 1988: Declaração de Soberania da Estônia;
- 30 de março de 1990: decreto sobre a transição para a restauração do Estado estoniano;
- 8 de maio de 1990: Lei sobre os Símbolos do Estado, que declarou a independência;
- 20 de agosto de 1991: Lei da restauração da independência da Estônia.

A primeira subdivisão de nível inferior a declarar independência foi a República Socialista Soviética Autônoma de Naquichevão (19 de janeiro de 1990, embora Heydar Aliyev, o líder do Azerbaijão soviético, tendo raízes em Naquichevão, conseguiu manter Naquichevão dentro do Azerbaijão).  
O evento separatista maciço serviu como um banco de testes para várias teorias de secessão.